# ロベルト・スヒルデル
ロベルト・スヒルデル（Robbert Schilder, 1982年6月4日 - ）は、オランダ・アムステルフェーン出身の元サッカー選手。現役時代のポジションはMF、DF。

## 経歴
プロデビューは2006年2月8日のヴィレムII戦。この年のアヤックス・アムステルダムはKNVBカップを獲得している。
2006-07シーズンの開幕前に行われたヨハン・クライフ・スハールに出場し、3-1での勝利に貢献した。この数週間後にヘラクレス・アルメロへレンタル移籍。ほとんど全ての試合に出場するなどキープレイヤーの一人としてポジションを確保し、降格圏内からの脱出に尽力した。
2007-08シーズンにはアヤックスに復帰。しかしながら着任したばかりであったヘンク・テン・カテ監督に良い印象を与えることが出来ずリーグ戦に8試合出場したのみで、またもやヘラクレスにレンタル移籍に出される。
このシーズンの終了後、アヤックスから契約更新を行わない事を通知され他のクラブに移籍する事となった。
2009-10シーズン、NACブレダに移籍。契約内容は2013年6月30日までの4年契約。
2015-16シーズン限りでFCトゥヴェンテを退団し、2016年8月29日にエールステ・ディヴィジのSCカンブールと1年契約を結んだ。

## 代表
2007年、当時オランダU-21代表のフォッペ・デ・ハーン監督からUEFA U-21欧州選手権2007へ向けて招集される。開催国でもあったオランダは、決勝戦でセルビアU-21代表を4-1で勝利し優勝すると共に北京オリンピックの出場権を得た。

## タイトル

### クラブ
アヤックス
- KNVBカップ : 2005-06
- ヨハン・クライフ・スハール : 2006

### 代表
オランダ U-21
- UEFA U-21欧州選手権 : 2007